# Acholeplasma equifetale
Acholeplasma equifetale è una specie di batterio appartenente alla famiglia delle Acholeplasmataceae.